# Kushigata (Yamanashi)
Pour les articles homonymes, voir Kushigata.
Kushigata (櫛形町, Kushigata-machi) est un ancien bourg de la préfecture de Yamanashi, ayant existé jusqu'au 1er avril 2003, date de sa fusion avec les bourgs de Kōsai, Shirane et Wakakusa ainsi que les villages de Hatta et Ashiyasu pour former la ville de Minami-Alps. Il faisait partie du district de Nakakoma.

## Géographie

### Topographie et hydrographie
Kushigata était un bourg du centre du district de Nakakoma, au centre-ouest de la préfecture de Yamanashi. La partie ouest de la ville, de forme rectangulaire allongée, se trouve dans une région montagneuse, tandis que la partie est se trouve dans une plaine formée par un cône de déjection, aux abords de la rivière Midai (ja), à l'extrême ouest du bassin de Kōfu (ja). Dû aux environnements géographiques très variés de la municipalité, elle est séparée en trois région, la région montagneuse (山方), la région de la source (根方) et la région des plaines (原方).
Le quartier de Takao (高尾), situé à flanc de montagne, est caractéristique de la région montagneuse, pauvre en eau. La région s'étendant du pied de la montagne jusqu'au plateau d'Ichinose (市之瀬台地) est appelée quant à elle la région de la source. La région des plaines, qui se poursuit jusque dans l'ancien bourg de Wakakusa fait partie d'une région plus grande appelée la plaine des sept villages (原七郷).

### Villes limitrophes

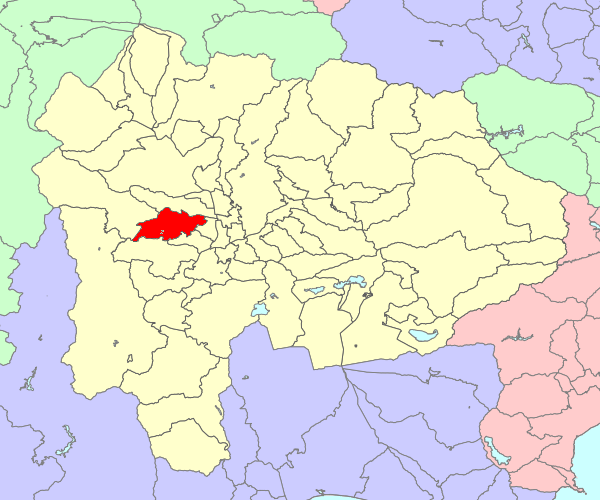
Localisation de Kushigata dans la préfecture de Yamanashi (tracés territoriaux du 1er avril 2003).

Entités territoriales limitrophes à la date de la fusion du 1er avril 2003. À sa fondation en 1954, Kushigata est entouré de l'ouest vers l'est du village d'Ashiyasu (芦安村), du village de Minamoto (ja) (源村), du bourg de Shirane (白根町), du village de Yutaka (ja) (豊村), du village de Wakakusa (若草村), du village d'Ōi (ja) (大井村), du village d'Ochiai (ja) et du village de Hirabayashi (ja) (平林村). Le 1er juin de la même année, Hirabayashi est intégré au bourg de Masuho (増穂町). Le 1er avril 1955, Ochiai, Ōi, le village de Gomei (ja) (五明村) et le village de Nango (ja) (南湖村) fusionnent pour former le bourg de Kōsai (甲西町). Le 11 novembre 1957, Shirane et Minamoto échangent du territoire de sorte à éliminer l'enclave de Shirane. Le 1er mai 1959, Shirane intègre Minamoto, tandis que le 1er octobre, Wakakusa devient un bourg.

## Histoire
En raison de la diversité géographique de la ville, les traces archéologiques de différentes périodes sont largement répandus. On n'y trouve pas de traces de vie à long terme au paléolithique, mais des outils en pierre en forme de couteau et des lancettes ont été découverts sur le plateau d'Ichinose, et de fines lames de pierre ont été découvertes dans le cône de déjection, ce qui suggère que les habitants se sont déplacés du plateau vers ce cône. Un grand nombre de sites de la période Jōmon se trouvent dans la région et, en particulier, le site des ruines de la Fonderie (ja) est connu comme un site où des artefacts élaborés tels que des figurines coniques en argile et de la faïence avec des motifs de corps humains ont été découverts.
Au cours de la période Yayoi, des établissements Yayoi tels que les sites de Mujinaoka (六科丘遺跡) et Nagataguchi (長田口遺跡) sont fondés sur le plateau d'Ichinose, et des miroirs floraux (en), dont il existe peu d'exemples dans l'est du Japon, ont été découverts sur le site de Nagataguchi. Pendant la période Kofun, la culture Kofun s'est répandue dans les frcollines Sone (ja) (曽根丘陵), dans la partie sud du bassin de Kōfu (près de l'ancien bourg de Nakamichi), via la région du Tōkai, et d'énormes kofun, type de tumuli, ont été construits, dont celui de Kai Chōshizuka (ja) (甲斐銚子塚古墳). À partir du Ve siècle, la construction de kofun s'est étendue de la région de Nakamichi à toutes les parties du bassin de Kōfu. Des exemples notables incluent ceux de Monomizuka (ja) (物見塚古墳) et de Mujinaoka (六科丘古墳).
Sous l'ancien système Ritsuryō (律令制), Kushigata était contrôlé par le village d'Ōi (大井郷) du district de Koma (ja) (巨摩郡). À la fin de la période Heian, le clan Gen de Kai (ja) (甲斐源氏, Kai Gen-ji) s'est installé dans différentes parties du bassin de Kōfu. Dans l'ouest du district, dans l'actuel Wakakusa, Kagami Tōmitsu (ja) (1143-1230), membre du Kai Gen-ji, s'est installé dans la villa Kagami (ja) (加々美荘), tandis que Nagakiyo (1162-1242), le second fils de Tōmitsu, établit la villa Ogasawara (小笠原荘) à l'est, dans l'actuel Kushigata, et a formé le clan Ogasawara. Pendant la période Kamakura, Ogasawara devient un pôle urbain régional. Une grande partie du clan Ogasawara a été employée par le shogunat de Kamakura et a ainsi quitté la région, mais les guerriers qui sont restés comprenaient le clan Ueno, descendant du clan Ogasawara, qui était basé au château d'Ueno. Pendant la période Nanboku-chō, un membre du clan Takeda de shugo, un type gardien local, s'est installé au manoir d'Ōi et a établi le clan Ōi (ja). Pendant la période Sengoku, il a pris un poste d'importance nationale et a rivalisé avec le clan Takeda.
Sur la crête de la Colline plate (平岡) se trouvent les ruines du château de Sasa (笹城). Le château de Sasa est décrit dans le Kai Kokushi (ja), une chorographie de la province de Kai, comme le « vieux site de la Colline plate » (平岡ノ古阯), qui raconte qu'il était « la résidence du juge Mitsukado » (三ツ角判官ナル者ノ居阯). En outre, il est dit que la résidence principale était située à l'est du château de Sasa.
Bien que divers moyens de subsistance aient été mis en place au début de la période moderne, la productivité agricole était généralement faible, et certaines régions ont donc bénéficié de privilèges en matière de publicité. La région des « sept villages de la plaine » a souffert de la sécheresse et donc, au cours de la période d'Edo, l'ouverture du canal de Tokushima (ja) a permis l'irrigation du secteur. En 1878, la loi municipale (ja) amène à la séparation du district de Koma et entraîne donc la création du district de Nakakoma. En 1889, la loi municipale (ja) instaure le système des villes-bourgs-villages, et les trois villages de Nonose (ja) (野之瀬村), Akeho (ja) (明穂村) et Sakaki (ja) (榊村) sont créés. Le 1er juillet 1936, Akeho est promu et devient le bourg d'Ogasawara (小笠原町).
En avril 1937, lorsque le plan quinquennal de développement industriel de la Mandchourie (ja) a été lancé, le village de Yutaka dans la région de la ville a répondu à l'appel, et ainsi, en 1940, des colonies ont été créées en Mandchourie. Les colons de Yutaka ont tenté d'établir leur colonie, mais juste avant la fin de la Guerre, craignant l'arrivée des Russes, ils se sont suicidés en masse. Un mémorial a été créé au sanctuaire Suwa (諏訪神社) du quartier Yoshida.
Le 1er avril 1954, le bourg d'Ogasawara et les villages de Nonose et Sakaki fusionnent pour former le bourg de Kushigata, en l'honneur du mont Kushigata (ja) (櫛形山). Le 5 août de la même année, le symbole municipal est adopté. Le 10 juillet 1957, l'ōaza (ja), type de hameau, de Yamadera (山寺) est intégré au bourg voisin de Kōsai. En conséquence, l'ōaza de Shimomiyaji (下宮地) du bourg de Kōsai est intégré à Kushigata. Le 1er avril 1960, Kushigata absorbe le village de Yutaka. Le 1er avril 2003, les bourgs de Kushigata, Kōsai, Wakakusa et Shirane et les villages de Hatta et Ashiyasu fusionnent pour créer la ville de Minami-Alps (南アルプス市), en l'honneur des monts Akaishi, aussi surnommées « Alpes du Sud » (Minami arupusu). Dès lors, Kushigata cesse d'exister en tant qu'entité municipale indépendante. La mairie de Minami-Alps a été établie dans celle de Kushigata et Yutaka Ishikawa (石川 豊), dernier maire de Kushigata, devient premier maire de Minami-Alps.

## Culture et patrimoine
Plusieurs cinémas étaient établis à Kushigata. Le théâtre et cinéma Ogasawara-za (小笠原座 - 劇場・映画館) ouvre en 1906 et opère jusque dans les années 1960. Similairement le cinéma Ogasawara-Musashinokan (小笠原武蔵野館 - 劇場・映画館) est brièvement en opération dans les années 60. Le cinéma Ogasawara Chūō (小笠原中央座 - 劇場・映画館) ouvre en 1946 et opère aussi jusqu'aux années 60.

## Transports
- Autoroute Chūbu-Ōdan (ja) (中部横断自動車道)
- Périphérique de Shin-Yamanashi (ja) (新山梨環状道路)
- Échangeur de Minami-Alps (ja) (南アルプスインターチェンジ)

## Personnes notables
- Kunugi Kinai (ja) (功刀 亀内, Kunugi Kinai?, 1889-1957), homme d'affaires et historien local ;
- Natori Shunsen (名取 春仙, Natori Shunsen?, 1886-1960), peintre d'ukiyo-e, un des derniers spécialistes du yakusha-e ;
- Tachū Naitō (内藤 多仲, Naitō Tachū?, 1886-1970), professeur et architecte ;
- Eiki Muramatsu (ja) (村松 栄紀, Muramatsu Eiki?, 1965-1990), pilote automobile.